# La solitària passió de Judith Hearne
La solitària passió de Judith Hearne (The Lonely Passion of Judith Hearne en el seu títol original en anglès) és una pel·lícula de l'any 1987 dirigida per Jack Clayton i protagonitzada per Maggie Smith i Bob Hoskins, la qual fou emesa per TV3 per primera vegada el 14 de març del 1996.

## Argument
Dublín, anys cinquanta del segle xx. La ja madura i malenconiosa Judith Hearne (Maggie Smith) va perdre els pares de petita i va haver de viure amb una tieta, de rígida moral religiosa. De mica en mica ha hagut de renunciar a l'alt nivell en què va transcórrer la seua adolescència. Ha viscut als barris més humils i ara, quan guanya molt poc amb les classes de piano, es trasllada a viure a una pensió. Allà coneix el senyor Bernard Rice (Ian McNeice) i ella es fa il·lusions, pensant que el vidu vol casar-se amb ella. Però les circumstàncies no afavoreixen la relació. Desenganyada i trista, la senyoreta Hearne s'habitua a beure.

## Context històric i artístic
En un període de trenta anys, Jack Clayton únicament va dirigir vuit llargmetratges, sent respectat per les seues adaptacions de novel·les de Penelope Mortimer, Henry James i Ray Bradbury. La penúltima pel·lícula del cineasta britànic va sorgir d'una novel·la homònima de Brian Moore publicada el 1955. Moore, escriptor irlandès voluntàriament expatriat al Canadà, fixaria la seua ploma en la figura de l'envellida, alcoholica i desesperançada senyoreta Hearne. I Clayton, amb bon ofici i canviant Belfast per Dublín, va saber fer-ne una pel·lícula exemplar. Destil·lant tendresa, amargor i malenconia en porcions compensades, el drama és definit amb un molt encertat perfil de personatges. L'actriu Maggie Smith destaca, i molt, fent de marcida i solitària protagonista, però tampoc desmereixen els formidables secundaris Wendy Hiller i Bob Hoskins, aquest darrer en el rol del vidu temptat de casar-se amb la resignada soltera (una mena de Tia Tula en la hipòcrita societat dublinesa dels anys cinquanta).
El film és exposat amb rigor i adequadament matisat per un realitzador capaç d'explorar la intimitat d'una existència decadent, sòrdida i circumscrita als condicionants socials i morals. De tot plegat en surt una crònica crepuscular sobre el fracàs vital, l'assumida degradació, el greu sentit catòlic de la culpabilitat i l'interrogant sobre l'existència de Déu, a qui la senyoreta Hearne acabarà acusant d'incommiseració i crueltat.
La pel·lícula conté bellíssimes partitures de Georges Delerue, a l'alçada de les composicions que havia regalat a François Truffaut. Produïda per HandMade Films (la companyia independent del músic George Harrison), la pel·lícula va tindre poc èxit comercial.

## Frases cèlebres
| « | "Crec que ací les coses m'aniran millor que en altres llocs, ho pressento. Per a mi, aquest és un tornar a començar de nou." (Maggie Smith com a Judith Hearne) | » |

## Curiositats
- Fou la darrera pel·lícula de Marie Kean.[3]
- Aquest film fou la primera de les tres col·laboracions cinematogràfiques entre els actors Bob Hoskins i Maggie Smith, els quals actuarien posteriorment a Hook (Steven Spielberg, 1991) i David Copperfield (Simon Curtis, 1999).[3]
- La novel·la original en què està basada la pel·lícula (Judith Hearne de Brian Moore) va ésser rebutjada per deu editors nord-americans abans que una editorial britànica acceptés publicar-la.[3]
- John Huston ja havia intentat filmar la pel·lícula amb Katharine Hepburn de protagonista. Més tard, Irvin Kershner va pretendre fer el mateix amb Deborah Kerr i Sterling Hayden, però no va arribar a materialitzar-se. Als anys setanta del segle xx, Vanessa Redgrave i Robert Mitchum també es van interessar per aquest projecte, però va fallar el suport financer.[3]

## Premis
- 1988: Maggie Smith va rebre un Premi BAFTA a la Millor Actriu.[4]